# Uglesø
Uglesø er en sø i Silkeborg Østerskov lidt sydøst for Silkeborg. Søen er opstået efter sidste istid efter en afsmeltet dødisklump. Rundt om søen ses flere forskellige træsorter, bl.a. bøg, birk, eg, skovfyr, rødel og rødgran. Ved søen ses ofte isfugl.
56°8′30″N 9°33′55″Ø / 56.14167°N 9.56528°Ø